# Ljusbent skogssångare
Ljusbent skogssångare (Myiothlypis signata) är en fågel i familjen skogssångare inom ordningen tättingar.

## Utseende och läte
Ljusbent skogssångare är en liten gulaktig skogssångare. Den har ljust rosa ben och ett ljust ögonbrynsstreck. Jämfört med liknande citronskogssångare‘ har den svagare ansiktsteckning med ljusare tygel. Sången består av en accelererande serie med ringande toner som stiger och sedan faller, i ett varierande tjatter.

## Utbredning och systematik
Ljusbent skogssångare förekommer i Anderna och delas upp i två underarter med följande utbredning:
- M. s. signata – centrala Peru (från Junin till Cuzco)
- M. s. flavovirens – sydöstra Peru (södra Cuzco och Puno) till västra Bolivia och nordvästra Argentina

## Status och hot
Arten har ett stort utbredningsområde, men tros minska i antal, dock inte tillräckligt kraftigt för att den ska betraktas som hotad. Internationella naturvårdsunionen IUCN listar arten som livskraftig (LC).